# Йохан фон Плесе
Йохан фон Плесе (на немски: Johann zu Plesse; † сл. 8 август 1387) е господар на замък Плесе на 7 км от Гьотинген от линията Готшалк фон Плесе.
Той е син на Готшалк фон Плес Стари († сл. 1353), господар на Плесе (от 1305) и съпругата му графиня Ригракарда фон Олденбург († сл. 1350). Внук е на Готшалк фон Плесе († 1307/1308) и Ирмгард фон Шваленберг († 1308), дъщеря на граф Албрехт I фон Шваленберг († 1317) и Ютта фон Росдорф († сл. 1298). Потомък е на Готшалк фон Плес († сл. 1190).
Роднина е на Фолквин V фон Шваленберг епископ на Минден (1275 – 1293), Гюнтер фон Шваленберг, архиепископ на Магдебург, епископ на Падерборн (1307 – 1310), и Конрад II фон Щернберг, архиепископ на Магдебург (1266 – 1277).
От 1150 г. замък Плесе е резиденция на фамилията, която се нарича на замъка. Готшалк-линията изчезва през 1571 г.

## Фамилия
Йохан фон Плесе се жени за Аделхайд фон Еверщайн († сл. 1397), дъщеря на граф Ото VI фон Еверщайн-Поле († 1373) и Агнес фон Хомбург († сл. 1409). Те имат два сина: 
- Готшалк фон Плесе († сл. 31 декември 1443), господар на Плесе и Херинген, женен пр. 1 юни 1414 г. за Елизабет фон Хонщайн († между 16 април 1446 и 16 април 1447), вдовица на Бурхард (Бусо) VII фон Кверфурт († 1406), дъщеря на граф Дитрих VI фон Хонщайн-Херинген († 1393) и Лутруд фон Мансфелд († сл. 1394); имат два сина и две дъщери
- Йохан (Ян) фон Плесе († между 15 април/9 октомври 1446, или 17 януари 1447), господар на Плесе и фогт на Кл. Щайна, женен за Урсула фон Регенщайн и Бланкенбург († сл. 1447), дъщеря на граф Бернард IV фон Регенщайн-Бланкенбург († 1422/1423) и Агнес фон Шварцбург († 1435).